# Sutton (Norfolk)
Pour les articles homonymes, voir Sutton.
Sutton est un village et une paroisse civile du Norfolk, en Angleterre.